# Traité de délimitation maritime entre le Cap-Vert et le Sénégal
 (juin 2020).
Le Traité de délimitation maritime entre le Cap-Vert et le Sénégal est un traité dans lequel les deux États sont convenus de la délimitation de leur frontière maritime.
Le traité a été signé le 17 février 1993. La frontière définie par le texte du traité identifie une ligne qui se dirige nord-sud sur environ 150 mille marins composée de sept segments maritimes définis par huit points de coordonnées spécifiques. La limite est d'environ 9 nm à 20 nm à l'est d'une ligne équidistante entre les deux territoires.
Le nom officiel du traité est Traité sur la délimitation de la frontière maritime entre la République du Cap-Vert et la République du Sénégal.